# 蠓亚科

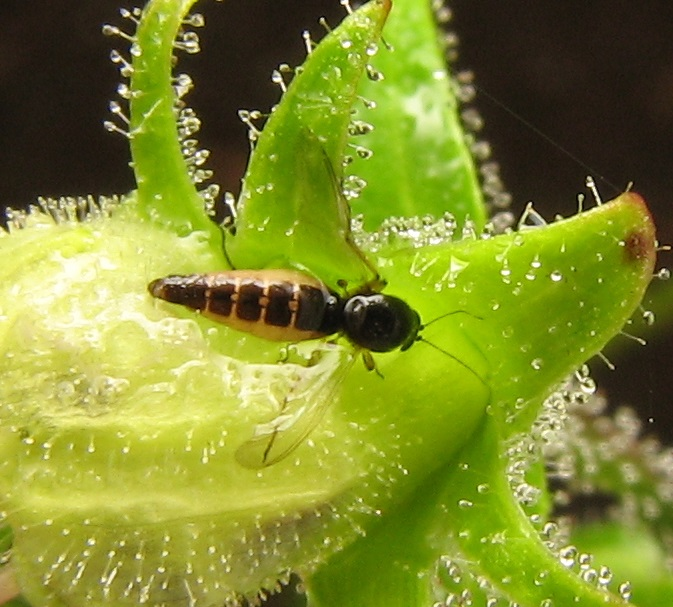
被钓钟柳的粘毛住的 Palpomyiini

蠓亚科（学名：Ceratopogoninae）是双翅目长角亚目蠓科下的一个亚科。幼虫细长，无钩。这个亚科的大多数幼虫都是掠食性的。成虫通常从脊椎动物身上采集血液或攻击其他昆虫。